# Kevin Hulme
Kevin Hulme là một cầu thủ bóng đá thi đấu ở vị trí tiền vệ ở Football League cho Bury, Chester City, Doncaster Rovers, Lincoln City, Halifax Town và York City.